# Caput mortuum

Alchemiczny symbol caput mortuum

Caput mortuum (łac. martwa głowa) – czerwony pigment mineralny, tlenek żelaza(III) Fe2O3, otrzymywany przez prażenie siarczanu żelaza(III), używany jako barwnik w malarstwie.
W alchemii termin ten oznaczał pozostałość po procesie destylacji albo sublimacji jakiejś substancji, resztki, rzecz bez wartości.